# Rasselbock
Il rasselbock, a volte chiamato raspelbock, è un animale mitologico facente parte del folclore tedesco, spesso raffigurato in luoghi come residenze di caccia. Ha la testa e il corpo di un coniglio e le corna di un capriolo. La controparte femminile dell'animale è denominata rasselgeiß e presenta delle corna più piccole rispetto al maschio della specie. Ci sono testimonianze di alcuni esemplari di rasselbock con dei denti canini, al contrario di altre lepri e conigli. I cuccioli della specie vengono invece chiamati waldrasslinge.

## Avvistamenti
La maggior parte degli avvistamenti dell'animale si sono verificati nella selva di Turingia e nella Marca di Brandeburgo, ma anche nella catena montuosa dello Harz. Altri avvistamenti si sono verificati nella città di Schwarzatal, nelle colline Schmücke e ad Auerhahn, una cittadina nella foresta vicino al villaggio di Stützerbach e alla città di Ilmenau. Alcune persone sostengono di aver trovato delle impronte nella neve.
Molte persone dicono che i rasselbock siano timidi e stiano nascosti per la maggior parte del tempo, ma è comunque pericoloso a causa delle sue corna.
Il rasselbock è stato raffigurato nelle monete e banconote di Blankenhain, in Turingia. La cittadina di Sitzendorf gli ha dedicato un'esposizione al museo del motore a vapore nel 1994.

## Creature simili
Il rasselbock presenta alcune similitudini con il wolpertinger bavarese. Anche il dilldapp dell'Assia e il dahu delle Alpi Occidentali vengono spesso associati con il rasselbock. Le creature con cui però condivide più similitudini sono il Jackalope statunitense e il rauraci austriaco.

## Nel linguaggio informale
I tedeschi usano spesso il termine "rasselbock" nelle conversazioni nel tentativo di prendere in giro persone più anziane o con più esperienza chiedendo retoricamente se vogliano andare a caccia delle creature.